# Himalayablauwstaart
De himalayablauwstaart (Tarsiger rufilatus; syn.: Luscinia rufilata) is een zangvogel uit de familie vliegenvangers (Muscicapidae). Voorheen werd deze vogel beschouwd als een ondersoort van de gewone blauwstaart.

## Kenmerken
Deze vogel lijkt sterk op de gewone blauwstaart, maar is iets groter, het mannetjes is donkerder blauw van boven en lichter onder. Het vrouwtje en het mannetje hebben buiten de broedtijd een helderblauwe stuit.

## Verspreiding en leefgebied
Deze soort komt voor van de westelijke Himalaya tot Midden-China. Het is geen uitgesproken trekvogel. Het leefgebied bestaat uit vochtig montaan bos en met struiken begroeide hellingen. Vogels die hoog in de bergen broeden, dalen 's winters af naar lager gelegen zones en er zijn trekbewegingen over kortere afstand naar het zuiden.

## Status
Sinds de soort is gesplit van de gewone blauwstaart zijn er nog geen gegevens bekend van de omvang van de populatie. Aangenomen wordt dat er sprake is van een stabiele populatie.